# Édouard de Cazenove de Pradines
 (juillet 2018).
Pierre Marie Édouard de Cazenove de Pradines (31 décembre 1838, Marmande - 13 août 1896, Le Pouliguen), est un homme politique français.

## Biographie

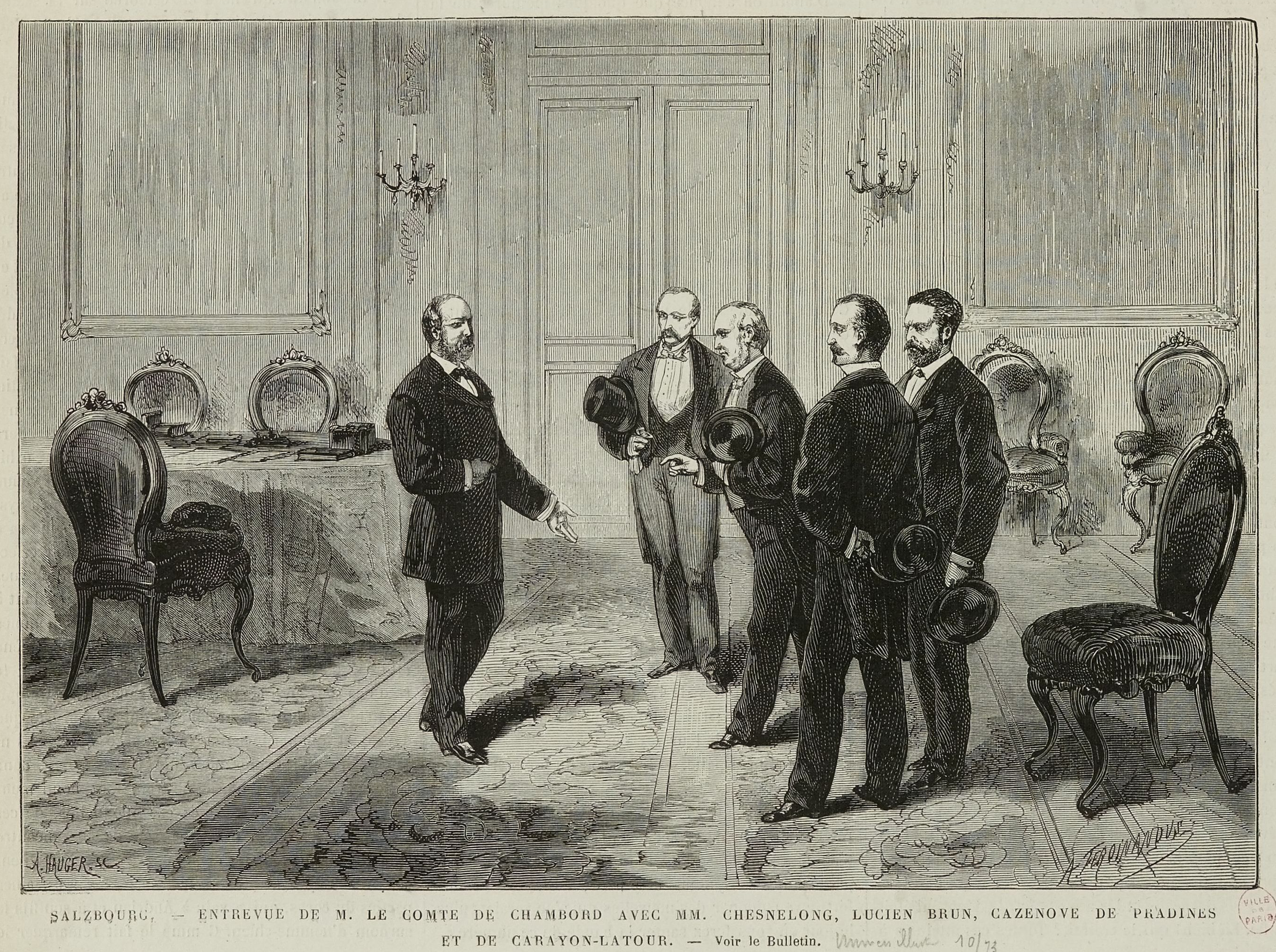
Salzbourg, entrevue de M. le comte de Chambord avec MM. Chesnelong, Lucien Brun, Cazenove de Pradines et de Carayon-Latour.

Édouard de Cazenove de Pradines est le fils de Léon de Cazenove de Pradines, maire de Marmande, conseiller général du Lot-et-Garonne, et de Rose de Bonnefous de Caminel.

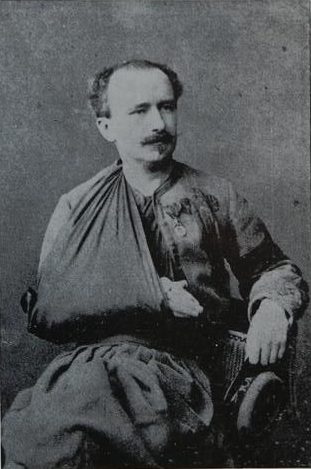
Édouard de Cazenove de Pradines, blessé à la bataille de Loigny.

Fidèle aux traditions royalistes de ses ancêtres, il se dévoue de bonne heure à la cause légitimiste et est attaché à la maison du comte de Chambord en qualité de secrétaire. Il participe à la campagne franco-allemande de 1870 dans le corps de Charette, et reçoit une grave blessure à la bataille de Loigny.
Élu, le 8 février 1871, tandis qu'il est encore absent et alité, représentant de Lot-et-Garonne à l'Assemblée nationale, il va siéger dans le groupe des légitimistes intransigeants. Catholique fervent, il dépose, le 13 mai 1871, une proposition ayant pour objet « de demander des prières publiques dans toute la France pour supplier Dieu d'apaiser nos discordes civiles et de mettre un terme aux maux qui nous affligent ». L'Assemblée vote l'urgence sur cette proposition, qu'elle adopte ensuite à une grande majorité.

Plus tard, dans la discussion de la loi sur l'érection d'une église consacrée au Sacré-Cœur, le député de Lot-et-Garonne réclame l'insertion d'un article additionnel portant que l'Assemblée enverrait une délégation officielle assister à la pose de la première pierre. Cette fois, les membres du centre-droit se séparent de Cazenove de Pradines, sa motion est rejetée ; mais elle lui vaut du comte de Chambord une lettre de félicitations ainsi conçue : 

« Vous me connaissez trop pour attendre de moi une phrase banale sur votre énergique insistance dans la mémorable lutte dont vous êtes sorti, comme à Patay, le glorieux vaincu. Je vous félicite, je vous remercie et je vous embrasse, heureux d'ajouter au témoignage de ma conscience, celui de mon admiration et de ma vieille amitié. signé : HENRI. »

Cazenove de Pradines est un des secrétaires de l'Assemblée nationale ; il fait partie de la réunion parlementaire dite des « Réservoirs » et vote avec les conservateurs royalistes pour la paix, pour les pétitions des évêques, pour l'abrogation des lois d'exil concernant les Bourbons, contre le retour à Paris, pour le pouvoir constituant de l'Assemblée, pour l'acceptation de la démission de Thiers le 24 mai 1873, pour le Septennat, pour l'état de siège et la loi des maires, contre le ministère de Broglie le 16 mai 1874, enfin contre l'ensemble des lois constitutionnelles. Il s'abstient sur l'amendement Pascal Duprat. Il signe, le 15 juin 1874, la proposition de rétablissement de la monarchie ainsi que l'adresse de félicitations au Pape à propos du Syllabus.
Après avoir échoué, le 20 février 1876, comme candidat monarchiste dans l'arrondissement d'Agen, il se tient à l'écart de la politique jusqu'au 14 septembre 1884. À cette date, il rentre au Parlement, élu par la 2e circonscription de Nantes (Loire-Inférieure) ; il siège encore dans les rangs monarchistes, vote contre le gouvernement, contre les crédits du Tonkin, pour le maintien de l'ambassade auprès du Pape, etc., et fut porté, avec succès, sur la liste conservatrice de la Loire-Inférieure, aux élections législatives du 4 octobre 1885. Adversaire déclaré des institutions républicaines, il combat les divers ministères de la législature.
Réélu en 1889 et en 1893, Édouard de Cazenove de Pradines siège au conseil général de Loire-Inférieure à partir de 1882 et est maire de Grandchamp-des-Fontaines de 1884 à 1896.
Dès la mort du comte de Chambord, il passe en soutien aux Orléans, devient conseiller du comte de Paris et reste jusqu'à sa mort fidèle à ses nouvelles convictions orléanistes.

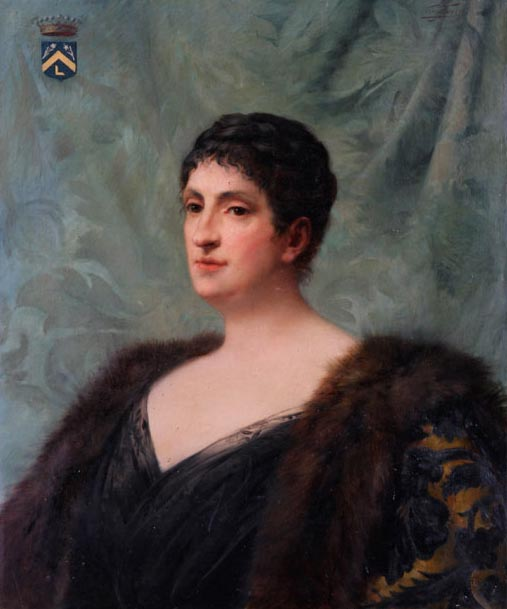
Portrait de son épouse.

Marié à Marie de Bouillé, petite-fille de Jacques Urvoy de Saint-Bedan, il est le grand-père de Pierre de Cazenove de Pradines.